# Hylomyrma reitteri
Hylomyrma reitteri är en myrart som först beskrevs av Mayr 1887.  Hylomyrma reitteri ingår i släktet Hylomyrma och familjen myror. Inga underarter finns listade i Catalogue of Life.

## Bildgalleri

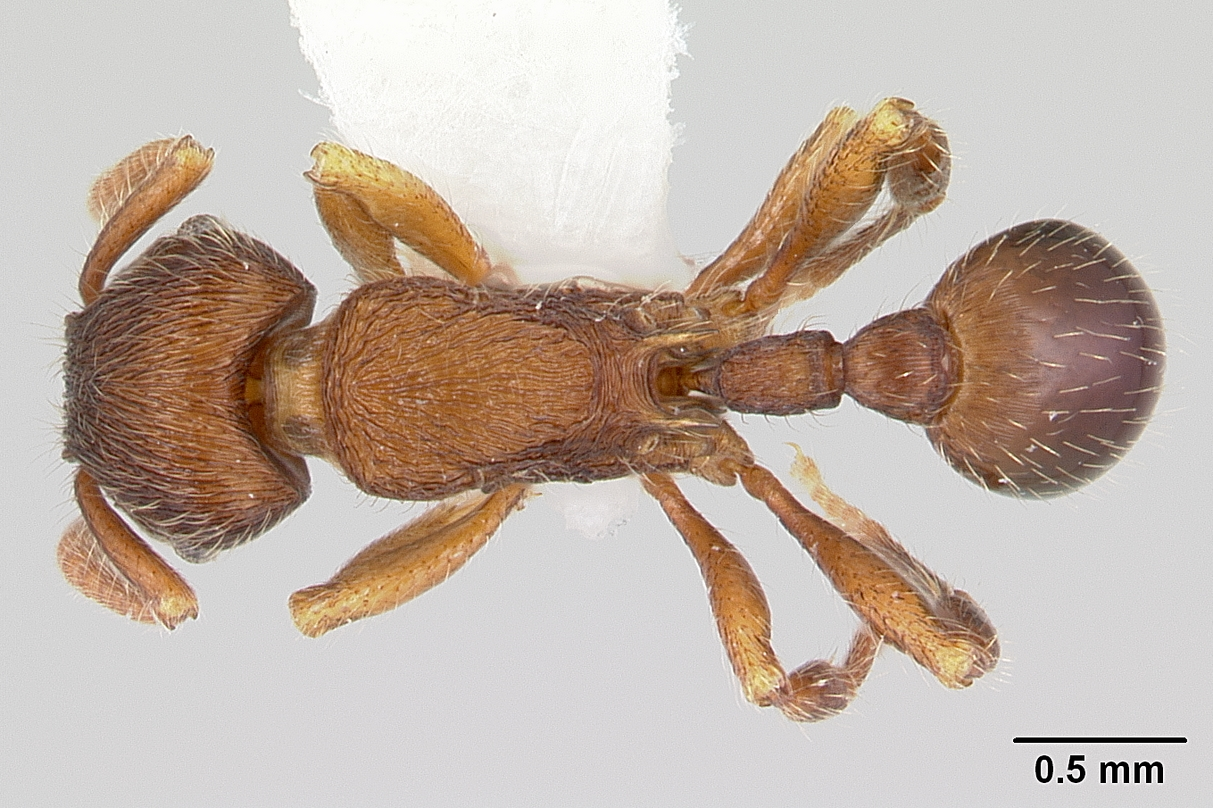
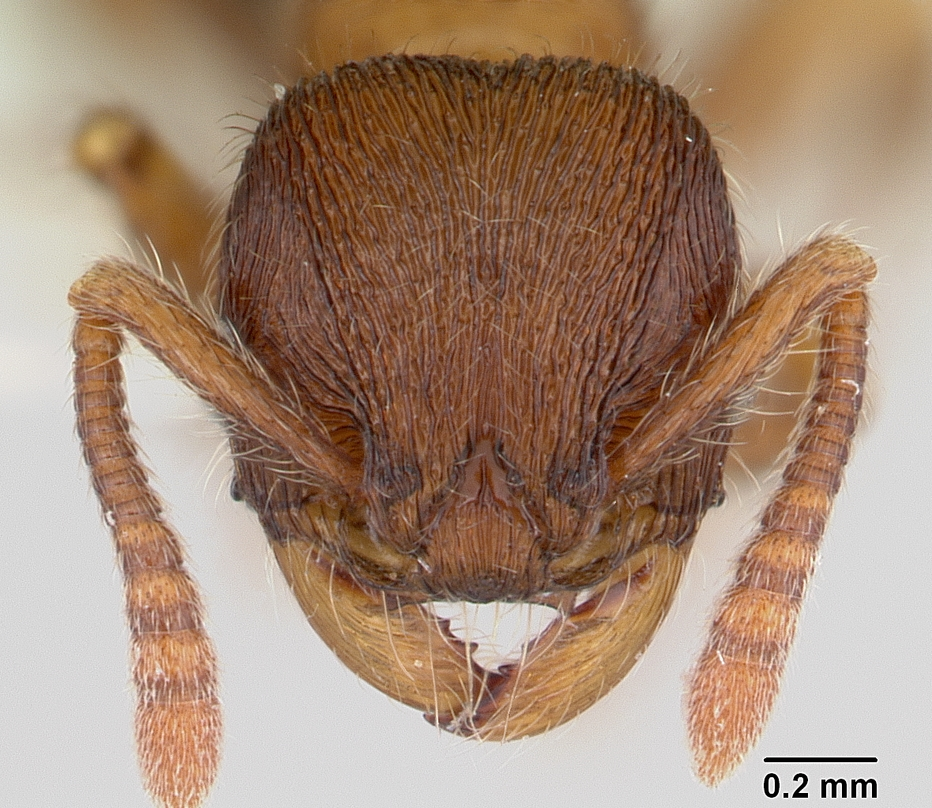
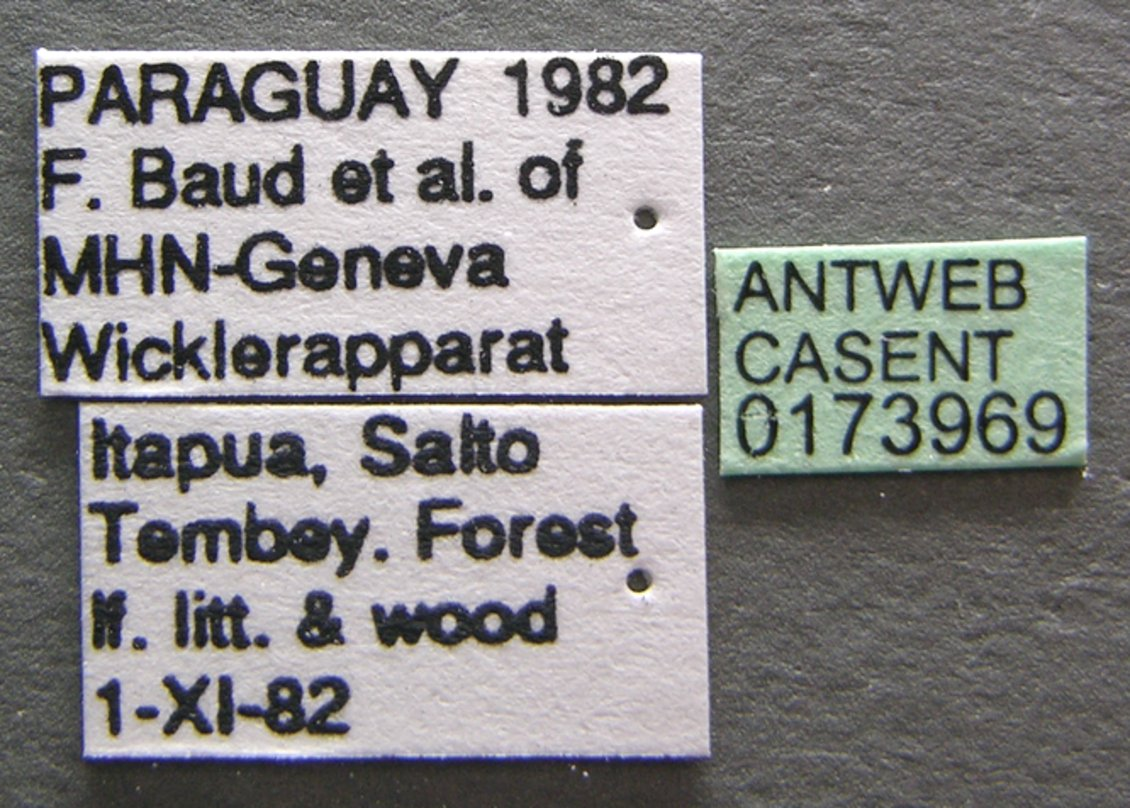
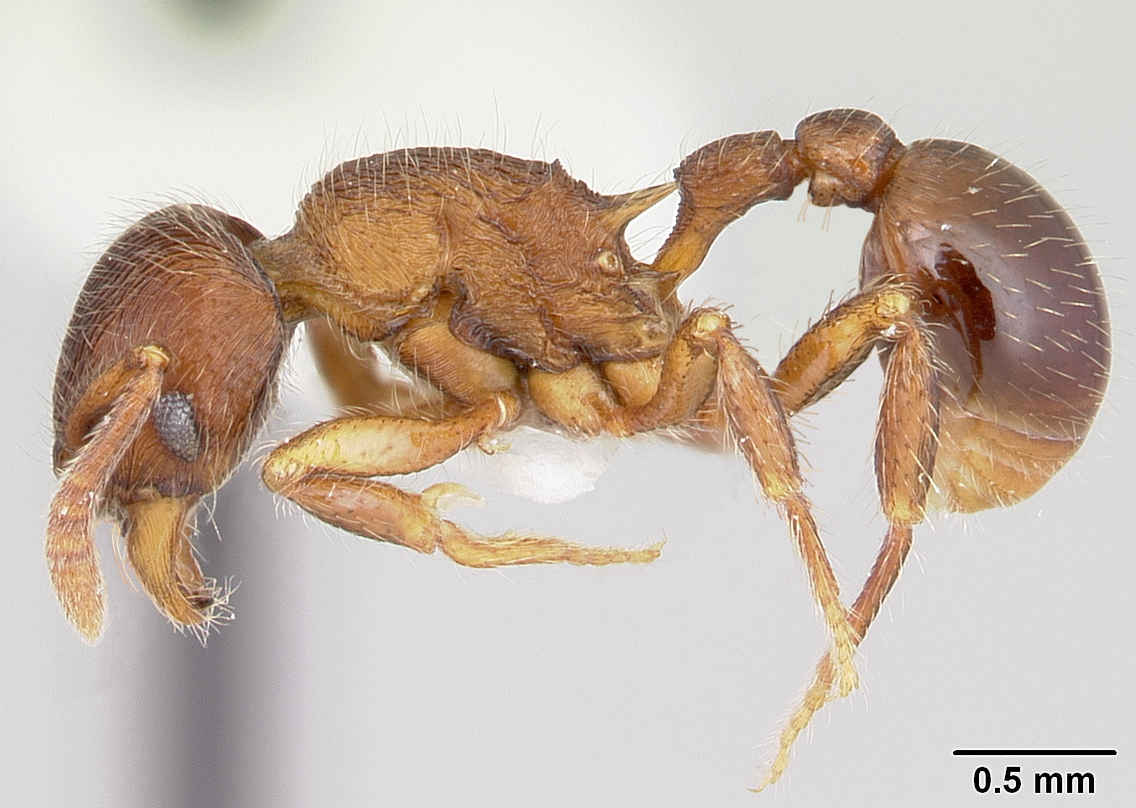
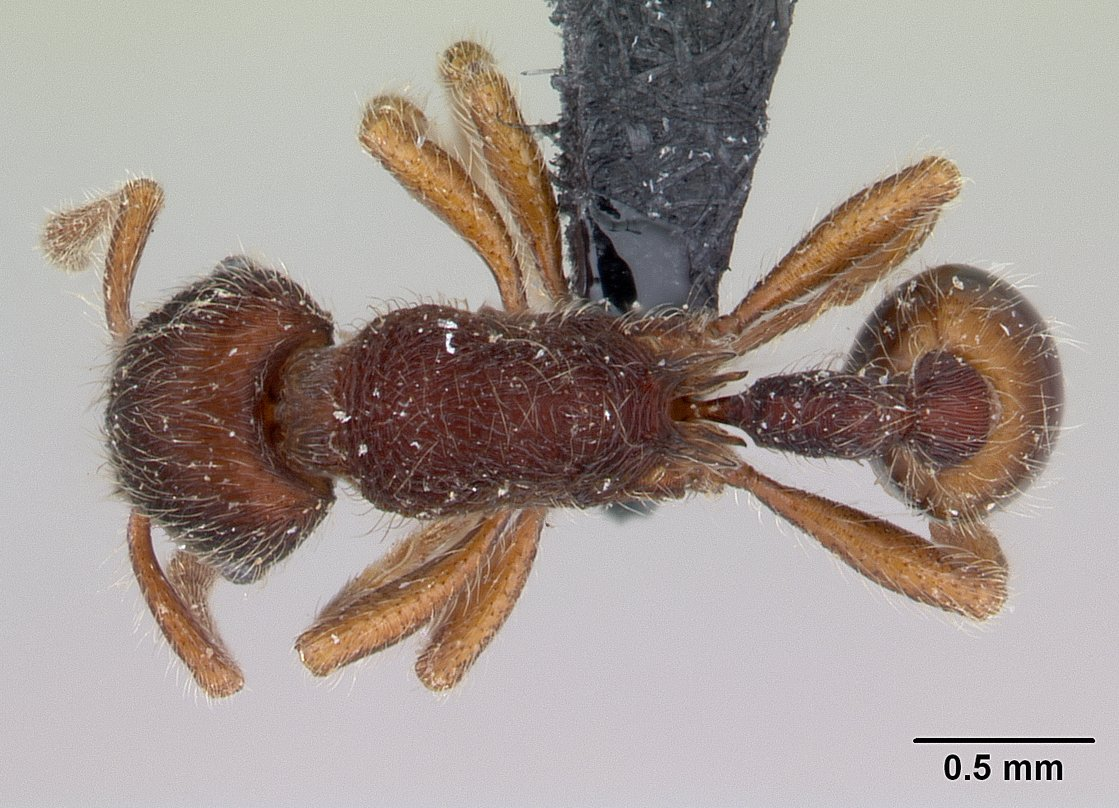
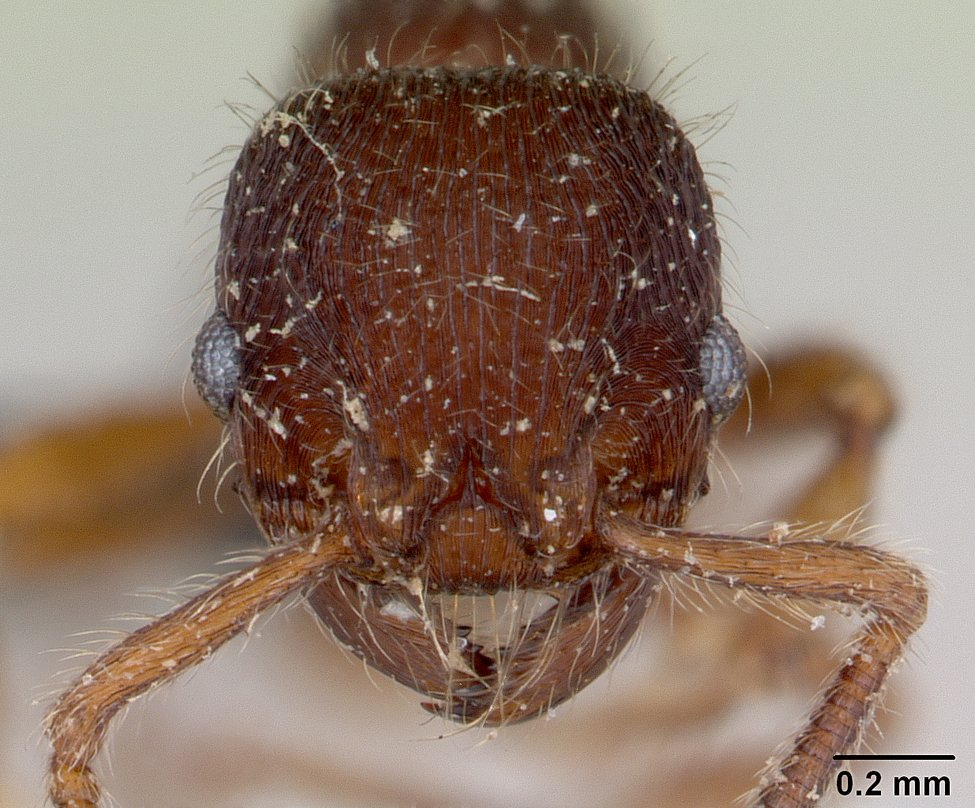